# Bongani Majola
Bongani Majola is een Zuid-Afrikaans jurist en hoogleraar. In 1996 werd hij directeur van het landelijke Legal Resources Centre, dat in heel Zuid-Afrika rechten van arme Zuid-Afrikanen verdedigt. Van 1993 tot 2012 was hij hoofdgriffier van het Rwanda-tribunaal en sinds 2013 is hij daar hoofdklager.

## Levensloop
Majola studeerde rechten aan de Universiteit van Zoeloeland en behaalde daar de graden van Bachelor of Laws en Bachelor Juris. Daarna vervolgde hij studie aan de Harvard-universiteit waar hij slaagde als Master of Laws.
Na zijn studie werkte hij in lagere rechtbanken in KwaZoeloe-Natal als tolk, aanklager en presiding judicial officer (magistraat). Hij is lid van de balie van Johannesburg. Verder was hij juridisch adviseur voor strafrechters van gerechtshoven (High Courts).
Daarna was hij hoogleraar en decaan aan de juridische faculteit van de Universiteit van het Noorden (tegenwoordig opgegaan in de Universiteit van Limpopo). In deze tijd maakte hij ook deel uit van de expertcommissie die de leden van de grondwettelijke vergadering adviseerde in het opzetten van een nieuwe grondwet. In 1990 was hij gasthoogleraar aan de Johns Hopkins-universiteit en in 1993 onderzoekswetenschapper aan de Yale-universiteit.
Van 1996 tot 2003 was hij landelijk directeur van het Legal Resources Centre, een non-profitadvocatenkantoor dat arme mensen in Zuid-Afrika verdedigd. Verder was hij met anderen betrokken bij de rechtszaak die bekendstaat als de Treatment Action Campaign, die gericht was op het verkrijgen van grondwettelijke bepalingen voor het recht van toegang tot gezondheidszorg voor arme mensen.
In 1993 trad hij aan als hoofdgriffier van het Rwanda-tribunaal in Arusha in Tanzania. Hier bleef hij aan tot en met 2012. Sinds 1 januari 2013 is hij plaatsvervangend hoofdaanklager van het tribunaal.